# Chaintreaux
Chaintreaux és un municipi francès, situat al departament del Sena i Marne i a la regió d'Illa de França. L'any 2007 tenia 856 habitants.
Forma part del cantó de Nemours, del districte de Fontainebleau i de la Comunitat de comunes Gâtinais-Val de Loing.

## Demografia

### Població
El 2007 la població de fet de Chaintreaux era de 856 persones. Hi havia 305 famílies, de les quals 60 eren unipersonals (24 homes vivint sols i 36 dones vivint soles), 92 parelles sense fills, 137 parelles amb fills i 16 famílies monoparentals amb fills.
La població ha evolucionat segons el següent gràfic:
Habitants censats

### Habitatges
El 2007 hi havia 393 habitatges, 310 eren l'habitatge principal de la família, 54 eren segones residències i 29 estaven desocupats. 389 eren cases i 3 eren apartaments. Dels 310 habitatges principals, 278 estaven ocupats pels seus propietaris, 27 estaven llogats i ocupats pels llogaters i 5 estaven cedits a títol gratuït; 7 tenien una cambra, 8 en tenien dues, 49 en tenien tres, 95 en tenien quatre i 151 en tenien cinc o més. 225 habitatges disposaven pel capbaix d'una plaça de pàrquing. A 110 habitatges hi havia un automòbil i a 183 n'hi havia dos o més.

### Piràmide de població
La piràmide de població per edats i sexe el 2009 era:
| Homes | Edats   | Dones |
| ----- | ------- | ----- |
| 0     | 95 o +  | 0     |
| 0     | 90 a 94 | 4     |
| 0     | 85 a 89 | 4     |
| 4     | 80 a 84 | 8     |
| 8     | 75 a 79 | 4     |
| 8     | 70 a 74 | 16    |
| 16    | 65 a 69 | 16    |
| 16    | 60 a 64 | 40    |
| 20    | 55 a 59 | 16    |
| 28    | 50 a 54 | 24    |
| 44    | 45 a 49 | 32    |
| 24    | 40 a 44 | 20    |
| 24    | 35 a 39 | 44    |
| 36    | 30 a 34 | 32    |
| 20    | 25 a 29 | 8     |
| 16    | 20 a 24 | 16    |
| 36    | 15 a 19 | 16    |
| 20    | 10 a 14 | 20    |
| 44    | 5 a 9   | 44    |
| 28    | 0 a 4   | 16    |

## Economia
El 2007 la població en edat de treballar era de 562 persones, 419 eren actives i 143 eren inactives. De les 419 persones actives 387 estaven ocupades (211 homes i 176 dones) i 32 estaven aturades (16 homes i 16 dones). De les 143 persones inactives 45 estaven jubilades, 60 estaven estudiant i 38 estaven classificades com a «altres inactius».

### Ingressos
El 2009 a Chaintreaux hi havia 329 unitats fiscals que integraven 920,5 persones, la mediana anual d'ingressos fiscals per persona era de 21.054 €.

### Activitats econòmiques
Dels 35 establiments que hi havia el 2007, 2 eren d'empreses de fabricació de material elèctric, 7 d'empreses de construcció, 6 d'empreses de comerç i reparació d'automòbils, 1 d'una empresa de transport, 1 d'una empresa d'hostatgeria i restauració, 5 d'empreses d'informació i comunicació, 5 d'empreses de serveis, 1 d'una entitat de l'administració pública i 7 d'empreses classificades com a «altres activitats de serveis».
Dels 9 establiments de servei als particulars que hi havia el 2009, 3 eren paletes, 1 guixaire pintor, 2 fusteries, 1 perruqueria, 1 restaurant i 1 saló de bellesa.
L'any 2000 a Chaintreaux hi havia 25 explotacions agrícoles.

## Equipaments sanitaris i escolars
El 2009 hi havia una escola elemental.

## Poblacions més properes
El següent diagrama mostra les poblacions més properes.